# Springende meidoornbloemgalmug
De springende meidoornbloemgalmug (Contarinia anthobia) is een muggensoort uit de familie van de galmuggen (Cecidomyiidae). De wetenschappelijke naam van de soort is voor het eerst geldig gepubliceerd in 1877 door F. Low.